# 김승욱
김승욱(1963년 8월 4일 ~ )은 대한민국의 배우이다.

## 데뷔
1986년 연극배우로 첫 데뷔하였다.

## 학력
- 서울서교초등학교 (졸업)
- 광성중학교 (졸업)
- 한성고등학교 (졸업)
- 서울예술전문대학 연극학과 (졸업)

## 출연작

### 드라마
- 1994년 MBC 아침드라마 《큰 언니》
- 1997년 MBC 미니시리즈 《별은 내 가슴에》 ... 강민 매니저 역
- 1997년 SBS 드라마 스페셜 《달팽이》
- 1997년 MBC 미니시리즈 《복수혈전》
- 1998년 MBC 미니시리즈 《추억》
- 2000년 MBC 주간시트콤 《세 친구》
- 2001년 SBS 드라마 스페셜 《수호천사》 ... 천수만 역
- 2002년 MBC 미니시리즈 《내 사랑 팥쥐》
- 2002년 SBS 아침연속극 《얼음꽃》 ... 유경민 역
- 2002년 KBS2 단막극 《드라마시티 - 팬티모델》
- 2003년 KBS2 단막극 《드라마시티 - 범죄없는 마을》
- 2003년 KBS2 단막극 《드라마시티 - 나의 그녀 이야기》 ... 박기사 역
- 2004년 SBS 특별기획 《발리에서 생긴 일》 ... 재민 비서 역
- 2004년 SBS 드라마 스페셜 《섬마을 선생님》 ... 조 형사 역
- 2004년 KBS2 일요아침드라마 《알게 될거야》 ... 사무국장 역
- 2004년 KBS2 미니시리즈 《오! 필승 봉순영》 ... 아부김 역
- 2004년 SBS 미니시리즈 《러브스토리 인 하버드》 ... 윤상호 역
- 2005년 KBS2 단막극 《드라마시티 - 개조는 맨발이다》 ... 오선장 역
- 2005년 MBC 미니시리즈 《신입사원》 ... 코스메틱 실장 역
- 2005년 KBS2 단막극 《드라마시티 - 유쾌한 유필만》 ... 김 선생 역
- 2005년 SBS 특별기획 《프라하의 연인》 ... 황달호 역
- 2006년 MBC 단막극 《MBC 베스트극장 - 토끼의 아리아》 ... 오상구 역
- 2006년 KBS2 미니시리즈 《투명인간 최장수》 ... 박수표 역
- 2006년 KBS2 단막극 《드라마시티 - 기억이 잠든 사이》 ... 영호 역
- 2006년 KBS2 미니시리즈 《황진이》 ... 장수만 역
- 2006년 KBS2 청춘시트콤 《일단 뛰어》 ... 김성민 역
- 2006년 KBS2 미니시리즈 《안녕하세요 하느님》 ... 표 사장 역
- 2007년 SBS 드라마 스페셜 《외과의사 봉달희》 ... 박 교수 역
- 2007년 KBS2 단막극 《드라마시티 - 틈》 ... 태수 역
- 2007년 SBS 주말 특별기획 《칼잡이 오수정》
- 2007년 KBS2 단막극 《드라마시티 - 미치거나 사랑하거나》 ... 강연우 역
- 2007년 KBS2 단막극 《드라마시티 - 쉘 위 밸리댄스?》 ... 오상철 역
- 2007년 KBS2 단막극 《드라마시티 - 수맥을 끊어라》 ... 손님 역
- 2008년 KBS2 대하드라마 《대왕 세종》 ... 옥환의 책사, 전 행수 역
- 2008년 MBC 미니시리즈 《밤이면 밤마다》 ... 단속반원 나대길 역
- 2008년 SBS 프리미엄 드라마 《신의 저울》 ... 홍건표 역
- 2008년 KBS2 대하드라마 《바람의 나라》
- 2009년 KBS2 미니시리즈 《파트너》 ... 황윤보 역
- 2009년 KBS2 수목 미니시리즈 《아가씨를 부탁해》 ... 장 집사 역
- 2009년 OBS 수요 특집 1부작 드라마 《형사수첩》
- 2010년 SBS 특별기획 대하드라마 《제중원》 ... 개화파 홍영식 역
- 2010년 KBS2 단막극 《KBS 드라마 스페셜 - 돌멩이》
- 2011년 SBS 드라마 스페셜 《보스를 지켜라》 ... 박 상무 역
- 2011년 SBS 수목 특별기획 대하드라마 《뿌리깊은 나무》 ... 심정 역
- 2011년 KBS2 수목 미니시리즈 《영광의 재인》 ... 최 코치 역
- 2011년 KBS2 단막극 《KBS 드라마 스페셜 - 82년생 지훈이》 ... 지훈 부 역
- 2011년 KBS2 단막극 《KBS 드라마 스페셜 - 아내가 사라졌다》 ... 1인 5역 역
- 2012년 MBC 수목 특별기획 드라마 《해를 품은 달》 ... 윤수찬 역
- 2012년 KBS2 단막극 《KBS 드라마 스페셜 연작 시리즈 - 소녀탐정 박해솔》 ... 권학준 역
- 2012년 MBC 특별기획 대하드라마 《무신》 ... 유경 역
- 2012년 KBS2 단막극 《KBS 드라마 스페셜 - 걱정마세요 귀신입니다》 ... 노숙자 역 (특별출연)
- 2012년 JTBC 대하드라마 《인수대비》 ... 신승선 역
- 2012년 KBS2 수목 특별기획 드라마 《전우치》 ... 장사두 역
- 2012년 KBS2 단막극 《KBS 드라마 스페셜 - 기적같은 기적》 ... 지석준 역
- 2013년 KBS2 TV소설 《삼생이》 ... 오인수 역
- 2013년 SBS 일일드라마 《못난이 주의보》 ... 이경태 살인사건 담당 형사 역 (특별출연)
- 2013년 SBS 드라마 스페셜 《상속자들》 ... 정지훈 역
- 2014년 KBS1 대하드라마 《정도전》 ... 박상충 역
- 2014년 SBS 주말 미니시리즈 《엔젤 아이즈》 ... 주태섭 역
- 2014년 SBS 월화 대하드라마 《비밀의 문》 ... 조재호 역
- 2015년 MBC 월화 특별기획 대하드라마 《화정》 ... 백사 이항복 역
- 2015년 KBS2 주말연속극 《파랑새의 집》 ... 부장 역
- 2015년 KBS2 수목 특별기획 드라마 《장사의 신 - 객주 2015》
- 2015년 SBS 월화 특별기획 대하드라마 《육룡이 나르샤》 ... 허조 역
- 2015년 웹드라마 《고품격 짝사랑》 ... 슈퍼 주인 역
- 2016년 KBS2 월화 미니시리즈 《무림학교》
- 2017년 KBS2 TV소설 《그 여자의 바다》 ... 정재만 역 (본작의 만악의 근원이자 진 최종 보스)
- 2017년 MBC 월화드라마 《파수꾼》 ... 공경수의 아버지 역
- 2017년 tvN 주말 미니시리즈 《변혁의 사랑》 ... 설기환 역
- 2018년 JTBC 월화 미니시리즈 《뷰티 인사이드》 ... 이희섭 역
- 2019년 OCN 주말 미니시리즈 《보이스 3》 ... 송수철 역(특별출연)
- 2019년 tvN 수목 미니시리즈 《검색어를 입력하세요 WWW》 ... 송가경의 아버지 역
- 2019년 MBC 수목 미니시리즈 《웰컴2라이프》 ... 오치운 역(특별출연)
- 2019년 tvN 일요 미니시리즈 《레버리지: 사기조작단》 ... 김남영 역
- 2020년 tvN 수목 미니시리즈 《머니게임》 ... 강원희 역
- 2020년 JTBC 금토 미니시리즈 《우아한 친구들》 ... 조태욱 역
- 2020년 KBS1 일일연속극 《누가 뭐래도》 ... 나승진 역
- 2020년 KBS2 단막극 《KBS 드라마 스페셜 - 그곳에 두고 온 라일락》 ... 연우의 아버지 역
- 2020년 tvN 주말 미니시리즈 《철인왕후》
- 2021년 KBS2 일일연속극 《빨강구두》... 정민영 역
- 2021년 TV조선 주말 미니시리즈 《엉클》... 황근영 역
- 2022년 KBS2 주말연속극 《현재는 아름다워》 ... 나석만 역 (특별출연)
- 2022년 KBS1 대하드라마 《태종 이방원》 ... 심온 역
- 2022년 KBS1 일일연속극 《내 눈에 콩깍지》 ... 장이재 역
- 2023년 MBC 금토 미니시리즈 《연인》 … 길채와 친분이 있는 관료 역
- 2025년 KBS2 저녁 주말 특별기획 드라마 《다리미 패밀리》 ... 판사 역
- 2025년 펄스픽 웹드라마 《사이코패스 여순정》

### 영화
- 2000년 《반칙왕》 ... 박 대리 역
- 2001년 《이것이 법이다》
- 2002년 《몽중인》 ... 실바 역
- 2002년 《가문의 영광》 ... 단란주점 사장 역
- 2003년 《조폭 마누라 2 - 돌아온 전설》 ... 우봉 역
- 2003년 《국화꽃 향기》 ... 주정꾼 역
- 2003년 《나비》 ... 광팔 역
- 2004년 《페이스》 ... 서 형사 역
- 2006년 《사랑을 놓치다》 ... 두식 역
- 2007년 《경의선》 ... 선배 역무원 역(우정출연)
- 2010년 《작은 연못》 ... 자야 아빠 역
- 2018년 《굿 파더》

### 연극
- 《칠수와 만수》
- 《지하철 1호선》
- 《비언소》
- 《거기》
- 《돼지사냥》
- 《늘근 도둑 이야기》
- 《아파트의 류시스트라세》
- 《봄봄》
- 《필부의 꿈》
- 《맥베드》
- 《말》
- 《타오르는 어둠속에서》
- 《마르고 닳도록》
- 《슬픈 연극》